# Teambuilding

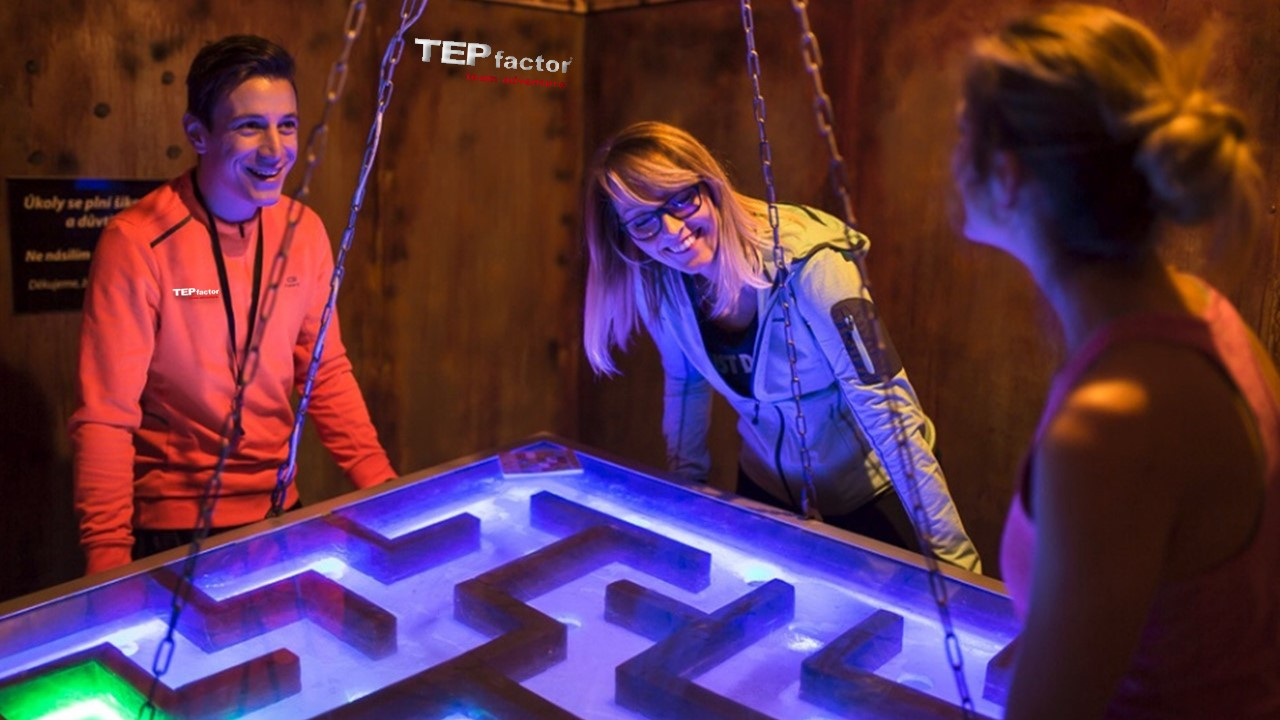
Soudržnost týmu - týmová spolupráce formou zábavy

Teambuilding je všeobecný výraz pro různé druhy aktivit, které se využívají k zlepšení společenských vztahů a vymezují role v rámci týmu při plnění společných úkolů. Liší se od termínu výcvik, který je určen k tomu, aby zlepšoval zdatnost spíše než mezilidské vztahy.
Mnoho teambuildingových akcí je zaměřeno na odhalení a určení mezilidských problémů v rámci určité skupiny. V nastaveném čase jsou určité aktivity zamýšleny k zlepšení výkonu v týmovém prostředí. Teambuilding je jedním ze základů rozvoje organizací, který může být aplikován např. na sportovní týmy, školní třídy, vojenské útvary nebo letecké posádky. Přesná definice teambuildingu zahrnuje:
- společný „tah na branku“,
- vytváření efektivních pracovních vztahů,
- snižování pochybností rolí jednotlivých členů týmu,
- hledání řešení problémů v rámci týmu.

Teambuilding je jednou z nejrozšířenějších aktivit týmového rozvoje v rámci různých organizací. Podle jedné studie je rozvoj v rámci týmu jednou z nejúčinnějších aktivit v rámci organizací (versus finanční měřítka) pro zlepšení výkonnosti organizace. Současné analýzy ukazují, že aktivity určené pro rozvoj organizací, zahrnující teambuilding a teamtraining, zlepšují jak cílový rozvoj výkonnosti v týmu, tak i individuální kontrolní hodnocení v rámci týmu.

## Čtyři přístupy

### 1. Nastavení cíle
Teambuilding zdůrazňuje důležitost jasných úkolů a individuálních a týmových cílů. Členové týmu se stávají součástí skupiny, ve které plánují způsoby, jak jasně vymezit úspěch či nezdar a dosáhnout cíle, úmyslem čehož je posílit motivaci a zaměřit se na cit pro společnost, které jsou jeho součástí. Pomocí identifikace specifických výstupů a testů zaměřujících se na zlepšení výkonnosti tak, aby si týmy mohly změřit svůj pokrok. Mnoho organizací projednává celkové výsledky přímo s týmem za účasti managementu.

### 2. Vymezení rolí
Teambuilding klade důraz na zlepšení chápání členů týmu jejich vlastních i ostatních příslušných rolí a povinností za účelem snížení pochybností a vypěstování pochopení důležitosti plnění aktivit s cílem zaměřeným na určení a přizpůsobení se daným rolím. Zároveň také podtrhuje vzájemnou závislost a význam jednotlivých členů, kde se každý soustředí na svou vlastní roli a podílí se na úspěchu celého týmu.

### 3. Řešení problému
Teambuilding také klade důraz na rozeznání hlavních problémů v rámci týmu a týmové spolupráci při jejich celkovém řešení. To může obsahovat dodatečnou výhodu, co se týče zvýšeného kritického uvažování.

### 4. Mezilidské vztahy
Teambuilding v neposlední řadě klade důraz na zlepšení dovedností v rámci týmu, jako např. vzájemná podpora, komunikace a společné sdílení všeho potřebného. Týmy, ve kterých se projevuje méně konfliktů, obecně fungují mnohem efektivněji než ostatní. Obratnost při konverzaci vede k prohloubení vzájemné důvěry a otevřené komunikaci mezi jednotlivými členy týmu.

## Efektivita
Efektivita teambuildingu se značně liší organizace od organizace. Nejúčinnější výkony se vyskytují tehdy, kdy členové týmu jsou nezávislí, chytří a zkušení a kdy vedení organizace se aktivně podílí na sestavení a vlastní podpoře týmu. Efektivní teambuilding se zaměřuje na vědomí jedinců o cílech celého týmu. Týmy musí fungovat tak, aby vyvíjely role, postupy a dosáhly cíle. Snahy strategie teambuildingu na všech čtyřech přístupech s rozpětím důvěryhodnosti 10–90 %.
Je vědecky prokázáno, že teambuilding má pozitivní dopad na efektivitu týmu. Dále vyšlo najevo, že nastavení cílů a vyjasnění rolí mají vliv na poznávací, emocionální, procesní a výkonnostní výsledky. Nejúčinnější dopad měly na emocionální a procesní výsledky, což znamená, že teambuilding může pomoci zvýhodnit týmy, které procházejí problémy s negativními pocity, jako je např. nedostatek soudržnosti nebo důvěry. Také může pomoci týmům, které trpí procesními problémy, jako např. nedostatek vyjasnění rolí.
Stanovení cílů a vyjasnění rolí má významnou roli, protože zvyšuje motivaci, snižuje konflikt a pomáhá nastavovat motivaci pro jednotlivé cíle. Ukazuje se, že týmy o deseti a více členech mají z teambuildingu největší užitek. Je to přičítáno skutečnosti, že větší týmy, obecně řečeno, mají větší zdroj poznání a dalších schopností než menší týmy.

## Výzvy pro teambuilding
Výraz „teambuilding“ se často používá jako metoda pro organizace, které hledají „rychlý fígl“ na špatnou komunikaci nebo nejasné pokyny vedení, které vedou k neproduktivním týmům bez jasné vize dosažení úspěchu. Týmová práce je nejlepší způsob. Posléze se sestaví týmy, aby se pustily do řešení určitých problémů, zatímco skrytá podstata není přehlížena.
Tři nejdůležitější výzvy pro budoucí organizátory teambuildingu:
- Nedostatek týmových dovedností – Jednou z výzev, které čelí vedoucí týmu, je správná volba zaměstnanců, kteří mají kladný přístup k práci v týmu. Většina organizací se spoléhá na vzdělávací instituce, které by měly studentům správně tyto dovednosti vštěpovat. Studenti jsou vedeni k tomu, aby pracovali individuálně a dosáhli úspěchu, aniž by museli s někým spolupracovat. Tato metoda funguje v rozporu s chováním, které je nezbytné pro týmovou práci. Dále bylo zjištěno, že týmový trénink zlepšuje poznávací, emocionální, procesní a výkonnostní výsledky.

- Virtuální pracovní místa a hranice napříč organizacemi – Jednotlivci v organizacích, kteří nejsou fyzicky na stejné úrovni, spolu spolupracují stoupající měrou. Pro členy týmu je typické, že nejsou schopni vytvořit skutečné vztahy s ostatními členy týmu. Další studie zjistila, že komunikace tváří v tvář je velmi důležitá k vytvoření funkčního týmového prostředí. Kontakt tváří v tvář je klíčem k vytvoření důvěry. Formální teambuildingová sezení v jistém zařízení vedla členy k tomu, aby se domluvili na určitých vztazích a vymezili si, jak bude tým fungovat. Současně byl také zmiňován neformální kontakt.

- Globalizace a virtualizace – Týmy stále více zahrnují členy, kteří mluví různými jazyky, mají různé kultury, uznávají odlišné hodnoty a mají rozličné přístupy k řešení problémů. Setkání v některých organizacích byla úspěšná jedna ku jedné.

## Využití teambuildingu

### Školy
Lektoři mohou motivovat studenty k tomu, aby rozvíjeli týmové dovednosti a poskytovali návod, jak mohou profesoři pomáhat studentům sestavit funkční studijní/projektové týmy. Tento přístup klade důraz na situace v zaměstnání, které vyžadují týmové dovednosti.
Lektorské směrnice:
- Definujte cíle a doprovodné úkoly, které tvoří celkový projekt. Nejdůležitější návod je jasně stanovený termín.
- Ukažte týmu, jak definovat jednotlivé role a zdůrazněte, že k dosažení celkového úspěchu každá role musí být splněna.
- Zdůrazněte vyrovnanost mezi rolemi při plnění úkolů a vzájemnými vztahy.
- Stanovení rolí při plnění úkolů zajišťuje, že všechny úkoly budou splněny, zatímco dobré vzájemné vztahy minimalizují nedorozumění a možné konflikty.
- Zúčastněte se některých týmových setkání a pozorujte diskuze, nejlépe bez předešlého upozornění. Předejte zpětnou vazbu ke zlepšení.

Poznejte členy svého týmu:
- Komunikujte rychle, správně a jednoznačně
- Uznávejte a podporujte se navzájem
- Dojděte ke vzájemné shodě
- Podělte se o nápady a vzájemné porozumění
- Zkontrolujte si shodu
- Rychle a konstruktivně si vyjasněte konflikty
- Pomozte týmu vytvořit systém na řešení možných problémů. Kupř. Diana a Joseph poskytují vyhodnocující systém, který umožňuje studentům ohodnotit konflikt a poznat, jak ho přehodnotit. Studenti mohou mít např. výsledek 0 – 1 a aniž by se k tomu vyjádřili, nedokáží dojít ke shodě, nebo výsledek 10, kdy všichni jsou spokojeni.
- Týmy si ukládají svá setkání a aktivity, aby věděly, jak jsou na tom a viděly problémy a jejich případná řešení.

### Organizace
Teambuilding je v organizacích společným přístupem k zlepšení výkonnosti.
Zábava je důležitou součástí teambuildingu, ale záměrem je stát se více produktivními, soustředěnými a zařazenými do určité skupiny. K tomu by mohly pomoci čistě rekreační aktivity, které však musí být správně zvoleny a zváženy vzhledem k schopnostem členů týmu (např. sport není pro všechny). Jiné aktivity jsou orientovány na poznání problémů týkajících se životního prostředí, překonání výsledků, jichž se zaměstnanci musí účastnit.
Začlenění zaměstnanců umožňuje týmům dojít k řešením, která pro ně mají význam s přímým vlivem na jednotlivce, tým a organizaci. Experimentální učení a následné metody jsou efektivním způsobem, jak zaujmout tisíce lidí pro určitá pracovní místa. Zaujetí zaměstnanců je efektivní, protože:
- zaměstnanci se rádi účastní aktivit, které řeší dané problémy,
- řešení problémů vytváří dobré vztahy a zodpovědnost vůči zaměstnavateli,
- může zvýšit výkonnost,
- soutěžní aktivity podporují celkové výsledky.

Outdoorové (venkovní) aktivity mohou být efektivním způsobem jak zaujmout tým. Společné teambuildingové aktivity nutí týmy k tomu, aby spolupracovaly k dosažení zadaných výsledků.

### Sport
Teambuilding byl zaveden jako sport v devadesátých letech dvacátého století. Studie, která analyzovala dopady teambuildingu, zjistila, že aktivity v rámci tembuildingu zvyšují týmovou soudržnost. Sportovní teambuilding rozvíjí chování a dovednosti, které zvyšují výkon týmu. Jednou ze základních strategií je samotná identita týmu. To může být učiněno vštípením myšlenky společně sdíleného osudu. Studie zkoumaly, zdali program teambuildingu zasáhne zdůraznění důležitosti a soudržnosti při plnění zadaných úkolů. Studie byla provedena na 86 basketbalových středoškolských hráčích. Bylo použito výsledků za stanovené období. Účastníci byli požádáni, aby si sami za sebe určili cíle v týmu a vyjednávali s členy ostatních týmů týkající se finálního výsledku týmu. Trenér obvykle podporuje a povzbuzuje členy týmu. Závěrem výzkumu bylo, že na začátku studie všechny týmy byly ve stejné kondici, ale tým s dlouhodobým nastavením cíle vykazoval lepší výsledky. Úroveň soudržnosti týmu se nezvyšovala následkem nejvyšší efektivity v návaznosti na program, ale výrazně klesala pro skupinu, která byla ve vedení, a to vše bylo přisuzováno nedostatku důrazu na týmové cíle.
Zásadní předpoklady pro sestavení úspěšného sportovního týmu:
- Trenér vymezuje cíle a výsledky týmu a definuje role a standardy týmů.
- Členové týmu by měli vědět, co se od nich očekává.
- Členové týmu by měli vědět, že tým je na prvním místě a že každý člen sám za sebe zodpovídá za svůj výkon a za celkový výkon týmu.
- Týmová práce souvisí s psychosociálním vedením v rámci týmu, motivy a identitou týmu, sportem, ve kterém je tým zainteresován a společnou sounáležitostí. Trenér sestavuje pozitivně naladěný tým sportovců.
- Přesvědčte členy týmu o pocitu hrdosti být členem týmu. Identitu týmu můžete vytvořit tím, že budete motivovat členy týmu tak, aby dosáhli cílů a byli na svůj výkon patřičně hrdí.
- Otevřená komunikace dokáže stmelit tým. Důraz by měl být kladen na důvěru, upřímnost, vzájemnou výměnu názorů a porozumění. Členové týmu by měli získat šanci a podporu účastnit se následných briefingů.
- Spoluhráči si navzájem pomáhají před, následně a během her.